# Ballymagorry
Ballymagorry o Ballymagory (gaelico: Baile Mhic Gofraidh) è un villaggio situato nella contea di Tyrone, in Irlanda del Nord, da un punto di vista amministrativo fa parte del distretto di Derry e Strabane. Il censimento del 2001 ha conteggiato una popolazione di 565 persone.
Ballymagorry sorge sulla sponda del fiume Glenmornan e come insediamento abitato esiste sin dall'epoca della colonizzazione dell'Ulster, avviata nel 1609 da Giacomo I d'Inghilterra. Nello specifico Ballymagorry venne fondata dal nobile scozzese Sir George Hamilton di Greenlaw.

## Infrastrutture e trasporti
In passato il villaggio era servito dalla ferrovia che congiungeva le stazioni di Strabane e Londonderry. La stazione di Ballymagorry venne inaugurata il 7 agosto 1900, ma è stata soppressa il 1º gennaio 1955. Il villaggio sorge lungo un tratto della strada A5 tra le città di Strabane e Derry.

## Società

### La popolazione nel XXI secolo
Ballymagorry è classificato come "piccolo villaggio" e nel censimento datato 29 aprile 2001 contava 565 abitanti. Di questi:
- 25,3% avevano meno di 16 anni, mentre il 15,2% aveva 60 anni e oltre.
- 50,4% della popolazione era di sesso maschile e il 49,6% di sesso femminile.
- 43,7% era di religione cattolica e il 54,0% protestante.
- 4,8% della popolazione in età lavorativa risultava disoccupata.